# 運動鞋

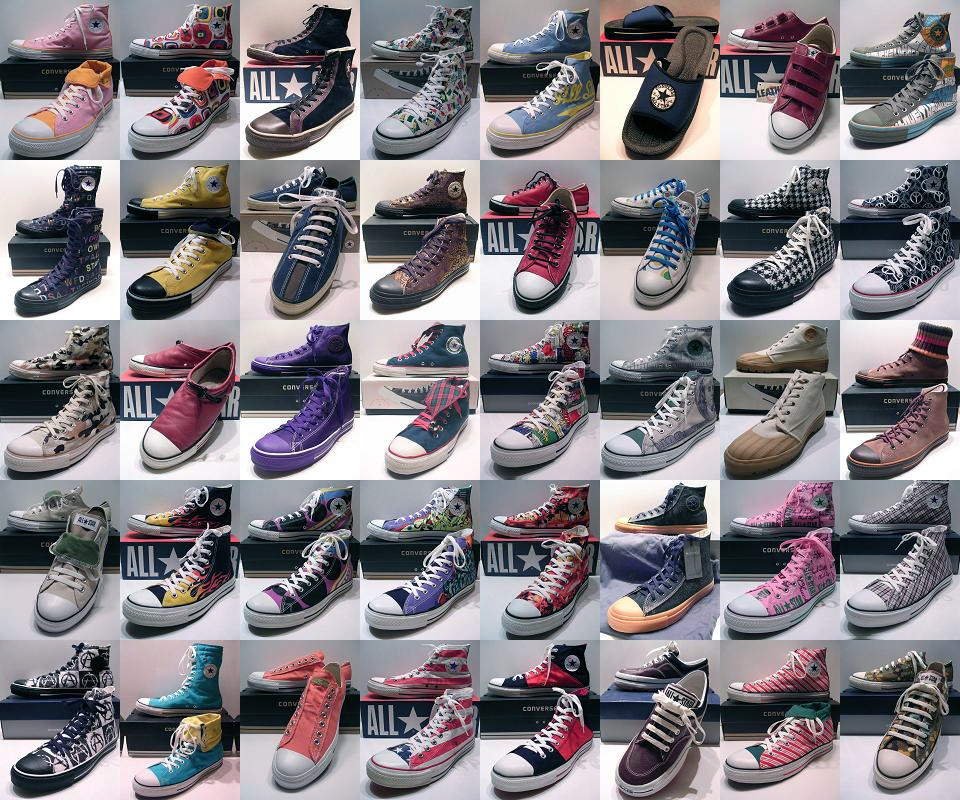

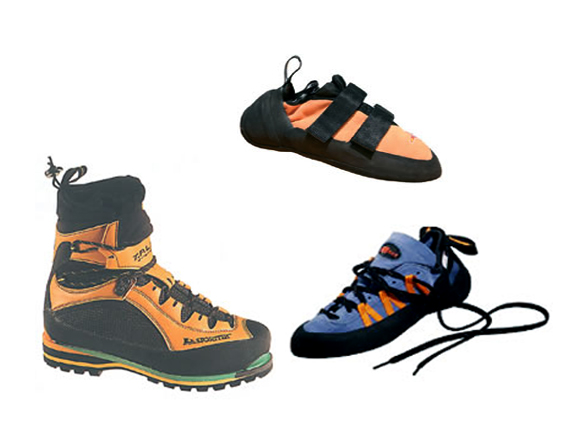
攀登鞋

運動鞋，又稱球鞋，原意是用於進行體育運動穿著的鞋，由於運動鞋穿著舒適，柔软，透气，有弹性，且有不同款式，也是流行文化、時尚服飾之一。
運動鞋分為釘鞋、羽毛球鞋、跑步鞋、籃球鞋等，部分鞋款還可細分為室內鞋或戶外鞋。

## 生產商

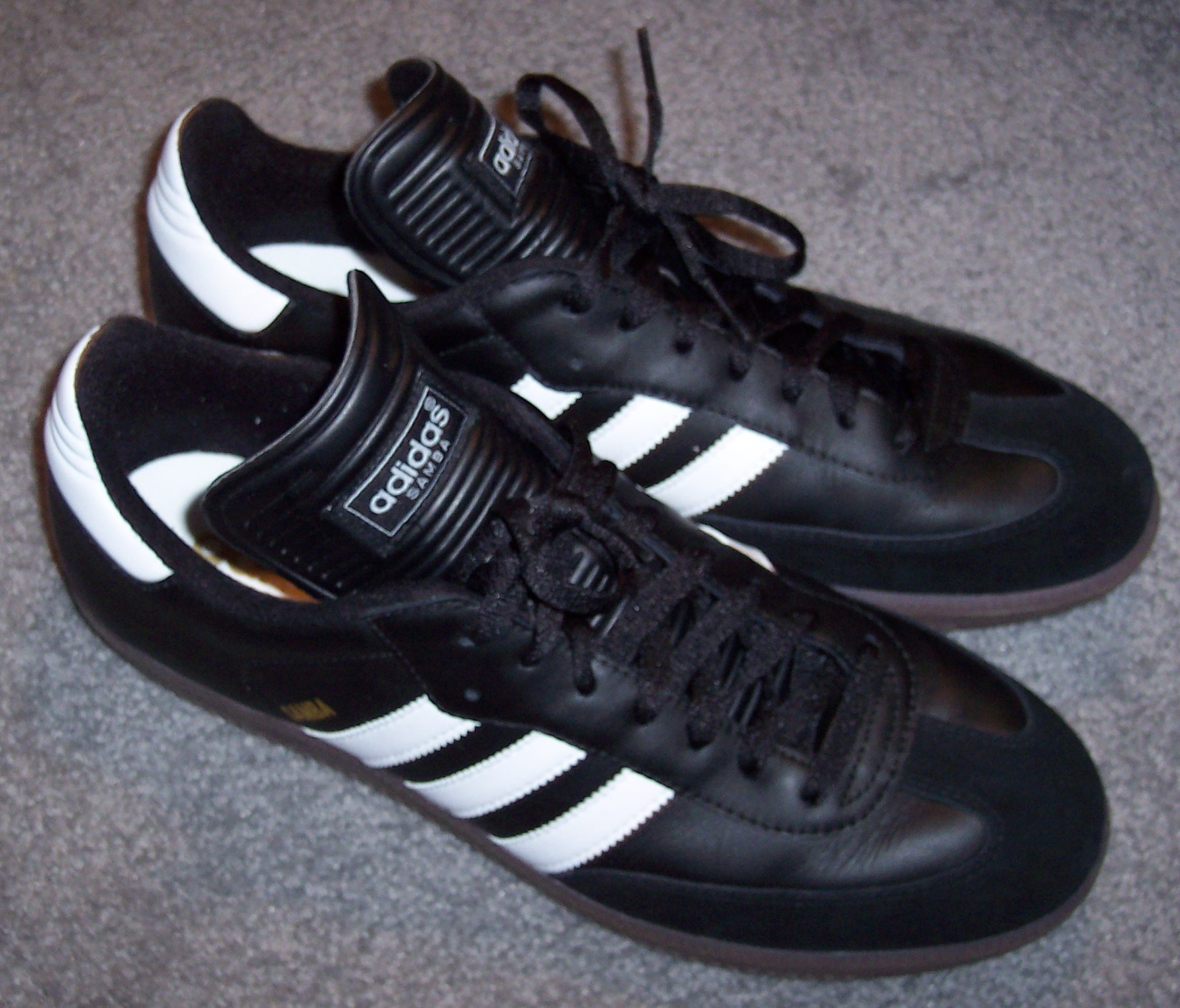
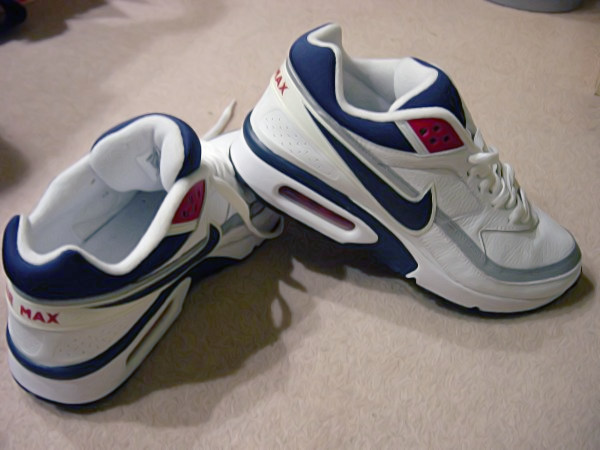
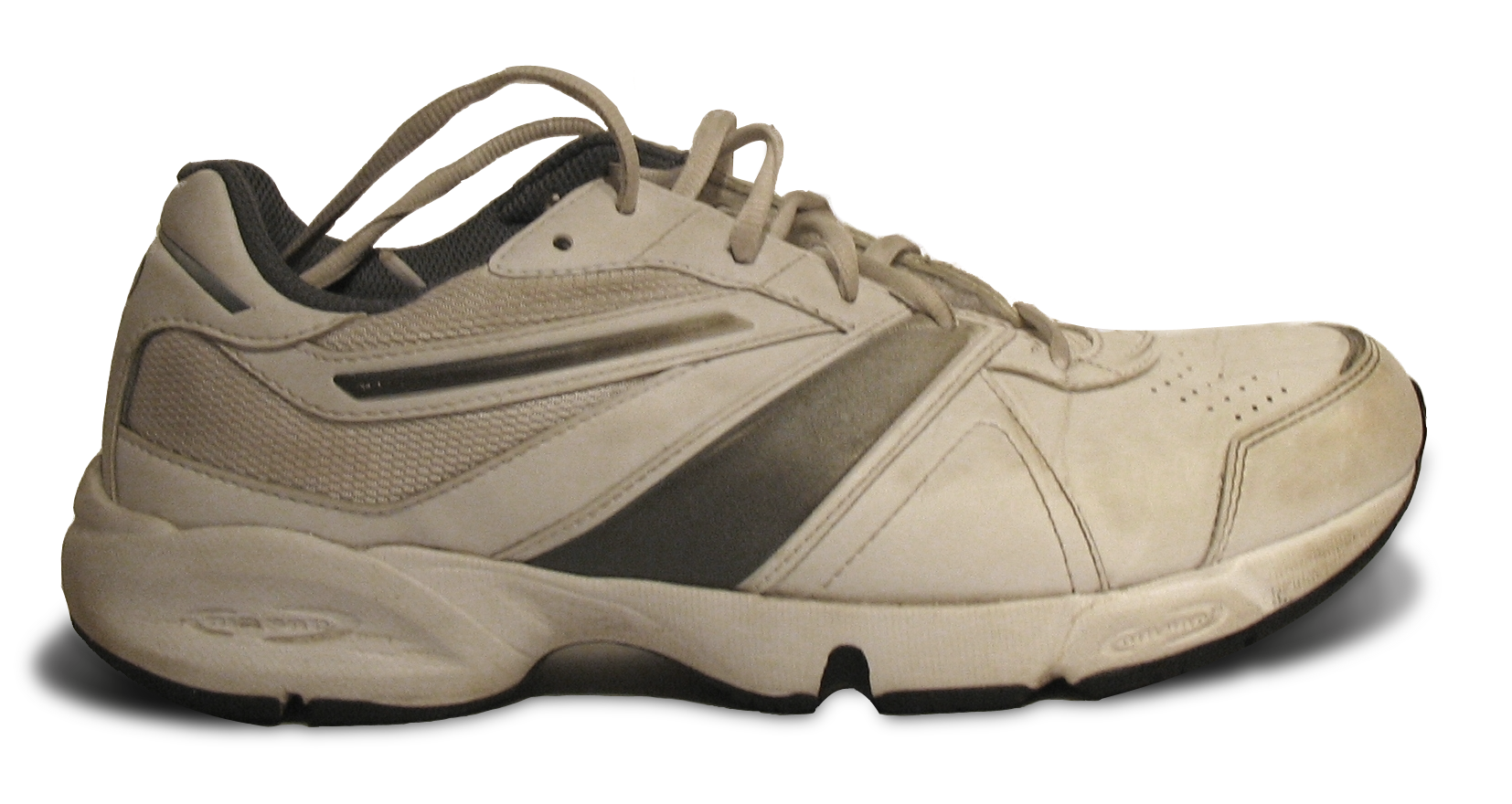

- 愛迪達（Adidas）
- 亞瑟士（Asics）
- 安踏（Anta）
- 布魯斯（Brooks）
- 匡威（Converse）
- 迪亞多納（Diadora）
- 斐樂（Fila）
- 蓋世威（K-Swiss）
- 卡帕（Kappa）
- 樂卡克（Le Coq Sportif）
- 飛人喬丹（Air Jordan）
- 樂得（Lotto）
- 李宁（Lining）
- 美津濃（Mizuno）
- 紐巴倫（New Balance）
- 耐克（Nike）
- 鬼冢虎（Onitsuka Tiger）
- 彪馬（Puma）
- 波尼（Pony）
- 锐步（Reebok）
- 斯凱奇（Skechers）
- 索康尼（Saucony）
- 茵寶（Umbro）
- 回力
- 馬拉松（Marathon）